# 성신여자대학교
성신여자대학교(誠信女子大學校, 영어: Sungshin Women's University)는 대한민국의 사립 여자 대학이다. 1936년 리숙종 박사가 창립한 성신여학교를 모태로 하고 있으며 서울특별시 성북구에는 돈암 수정캠퍼스, 서울특별시 강북구에는 미아 운정그린캠퍼스, 서울특별시 도봉구에는 생활관인 난향원을 보유하고 있다. 2025년 7월 현재 학부 과정에는 11개 단과대학(인문융합예술대학, 사회과학대학, 법과대학, 자연과학대학, 공과대학, 간호대학, 생활산업대학, 사범대학, 미술대학, 음악대학, 창의융합대학)이 있으며, 대학원 과정에는 일반대학원과 4개의 특수대학원(교육대학원, 뷰티융합대학원, 문화산업예술대학원, 생애복지대학원)이 있다.

## 연혁
시대를 리더하는 여성 인재 육성에 힘써 온 성신여자대학교. 성신의 90여년은 정성되고 믿음직한 인재, 새로운 지식을 넓고 깊게 받아들이는 인재, 능동적인 인재가 많을수록 대한민국의 미래가 밝아진다는 신년의 시간이었다.
- 1936.04.28. 리숙종 박사 성신여학교 창립
- 1948.06.17. 리숙종 박사 재단법인 성신학원 이사장 취임
- 1963.12.16. 성신여자실업 초급대학 1부 설립 인가
- 1965.01.13. 성신여자사범대학 설립 인가
- 1979.10.18. 성신여자대학으로 교명 변경
- 1981.07.31. 종합대학인 성신여자대학교로 승격 인가
- 2011.03.01. 운정그린캠퍼스 개교

## 서울시내 2개 캠퍼스

### 돈암 수정캠퍼스
서울특별시 성북구 돈암동에 자리 잡고 있는 수정캠퍼스에는 인문융합예술대학, 사회과학대학, 법과대학, 자연과학대학, 공과대학, 생활산업대학, 사범대학, 미술대학, 음악대학, 창의융합대학 등 10개 단과대학과 소속 학과들이 위치해 있다. 대부분의 수정인들이 이용하는 강의동인 성신관, 수정관, 난향관, 프라임관을 비롯 중앙도서관인 운정관, 음·미대생들의 음악관과 조형1관, 조형2관, 주요 행정부서가 위치한 행정관, 평생교육원이 위치한 미디어정보관이 있다. 기숙사는 수정캠퍼스와 연결된 성미료와 2020년 9월 개관한 신축 기숙사 성미관이 정문 5분 거리에 있다. 
- 돈암 수정캠퍼스(10개 단과대학, 35개 학과)

① 인문융합예술대학: 국어국문학과, 영어영문학과, 독일어문・문화학과, 프랑스어문・문화학과, 일본어문・문화학과, 중국어문・문화학과, 사학과
② 사회과학대학: 정치외교학과, 심리학과, 지리학과, 경제학과, 미디어커뮤니케이션학과, 경영학과
③ 법과대학: 법학부
④ 자연과학대학: 수리통계데이터사이언스학부(수학/핀테크전공, 통계학/빅데이터사이언스전공)
⑤ 공과대학: 서비스디자인공학과, 융합보안공학과, 컴퓨터공학과, AI융합학부(AI/지능형IoT전공)
⑥ 생활산업대학: 스포츠과학부(스포츠레저/운동재활전공)
⑦ 사범대학: 교육학과, 사회교육과, 윤리교육과, 한문교육과, 유아교육과
⑧ 미술대학: 동양화과, 서양화과, 조소과, 공예과, 디자인과
⑨ 음악대학: 성악과, 기악과, 작곡과
⑩ 창의융합대학: 창의융합학부(전공자율선택제), 국제학부 

### 미아 운정그린캠퍼스
서울특별시 강북구 미아동에 위치한 운정그린캠퍼스는 2011년 3월 개교했다. 성신여대 제2캠퍼스로 건물면적 76,100m2, 대지면적 25,769m2의 크기이며, 수정캠퍼스로부터 5km 거리에 위치해 있다. 수정캠퍼스와 운정그린캠퍼스는 4호 지하철 3개역 거리에 위치하며 서울 시내의 2개 캠퍼스 시대를 열었다. 운정그린캠퍼스는 캠퍼스명에서 엿볼수 있듯이 첨단의 교육시설은 물론 넓은 녹지를 품은 환경친화적 에코 캠퍼스(Eco-Campus)이다. A, B, C, P의 4개 동이 하나로 연결되어 있으며 인문융합예술대학, 사회과학대학, 자연과학대학, 공과대학, 간호대학, 생활산업대학 등 6개 단과대학과 소속 학과가 위치해 있다.
- 미아 운정그린캠퍼스(6개 단과대학, 15개 학과)

① 인문융합예술대학: 문화예술경영학과, 미디어영상연기학과, 현대실용음악학과, 무용예술학과
② 사회과학대학: 사회복지학과
③ 자연과학대학: 화학·에너지융합학부(화학/스마트에너지전공), 바이오헬스융합학부(바이오헬스서비스/식품영양학전공)
④ 공과대학: 청정신소재공학과, 바이오식품공학과, 바이오생명공학과, 바이오신약의과학부(바이오신약/글로벌의과학전공)
⑤ 간호대학: 간호학과
⑥ 생활산업대학: 의류산업학과, 소비자산업학과, 뷰티산업학과

## 사진

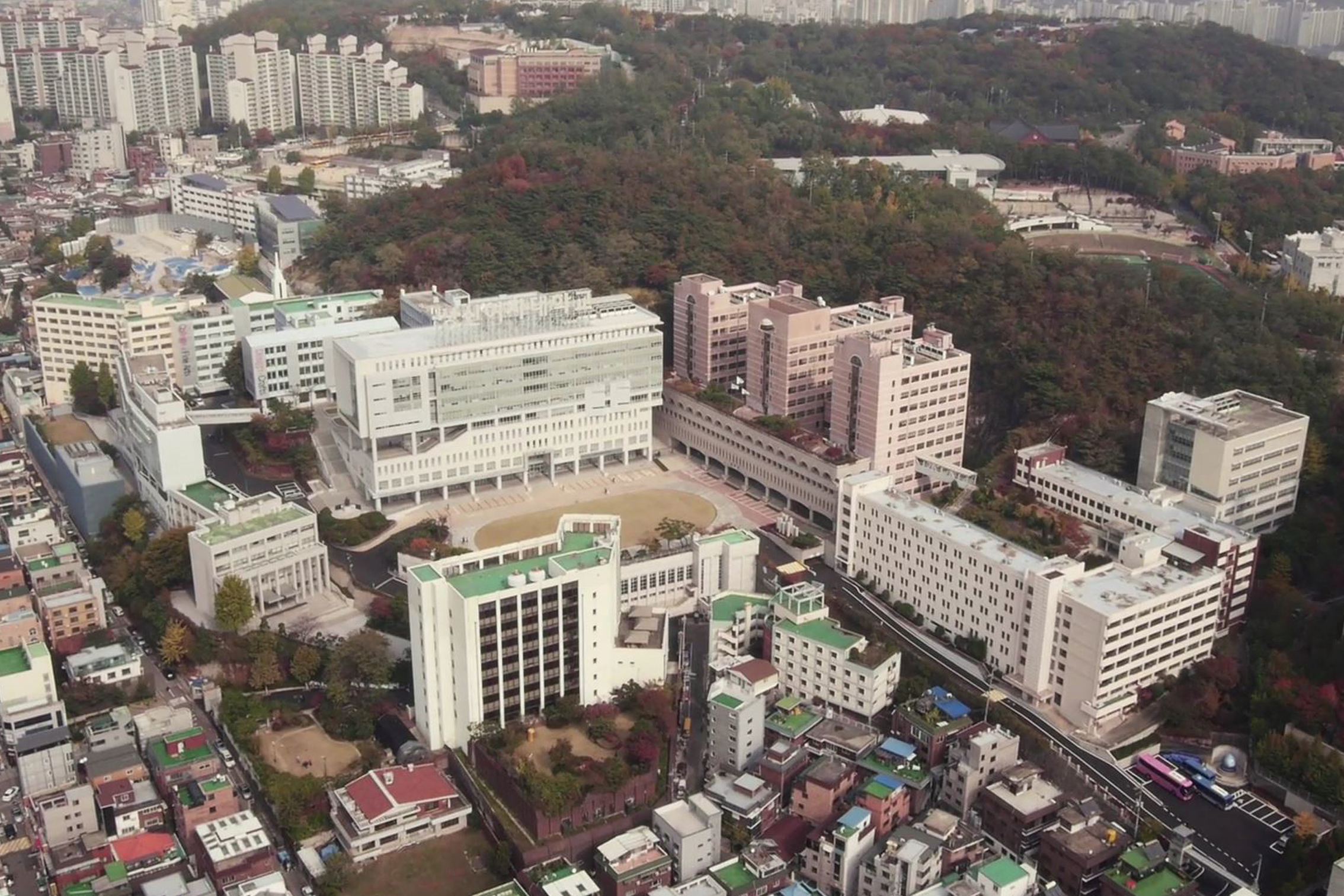
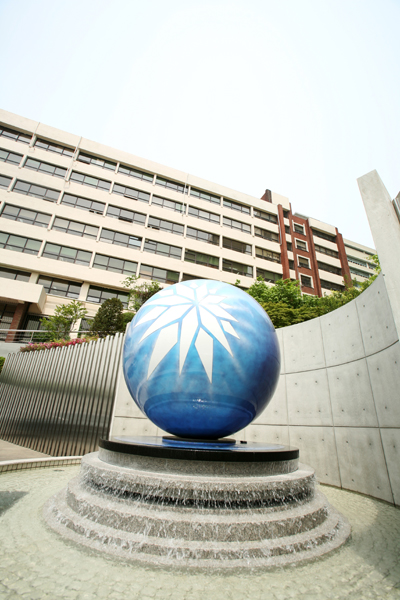
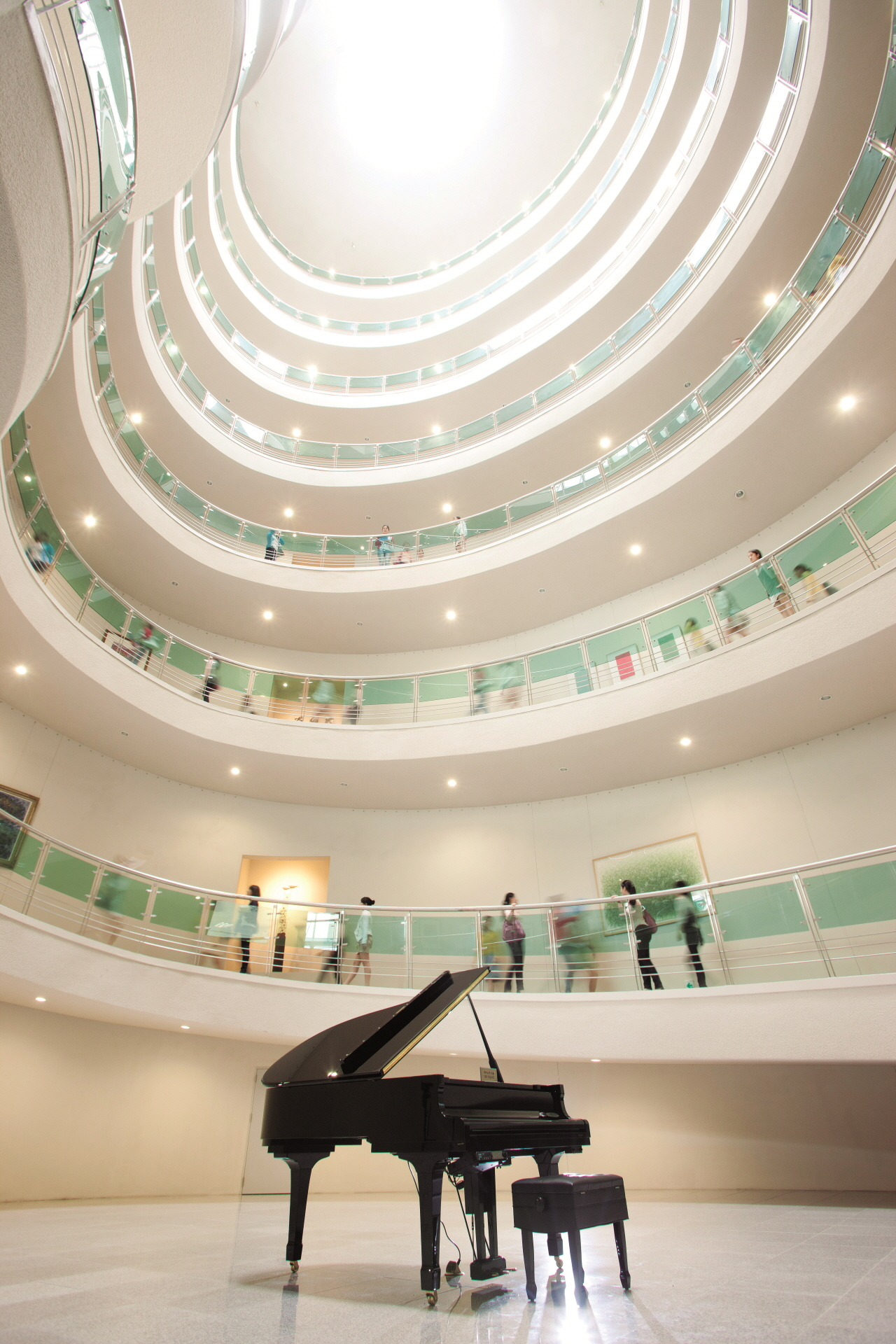
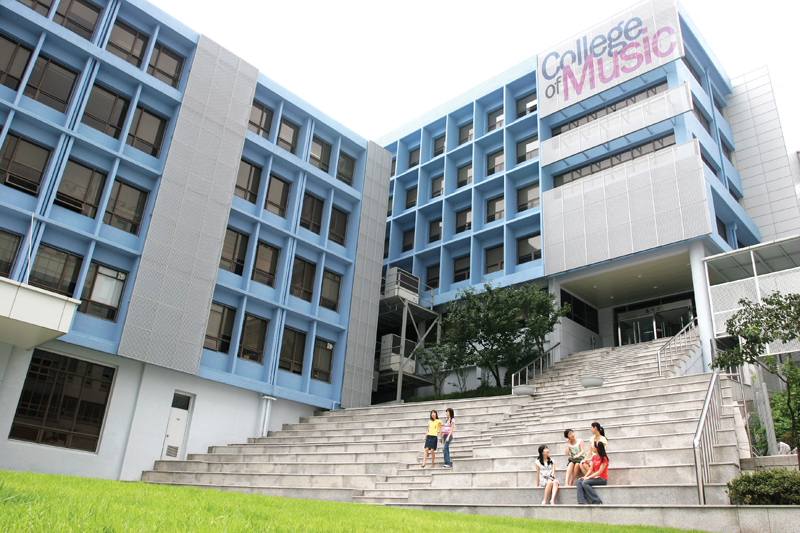
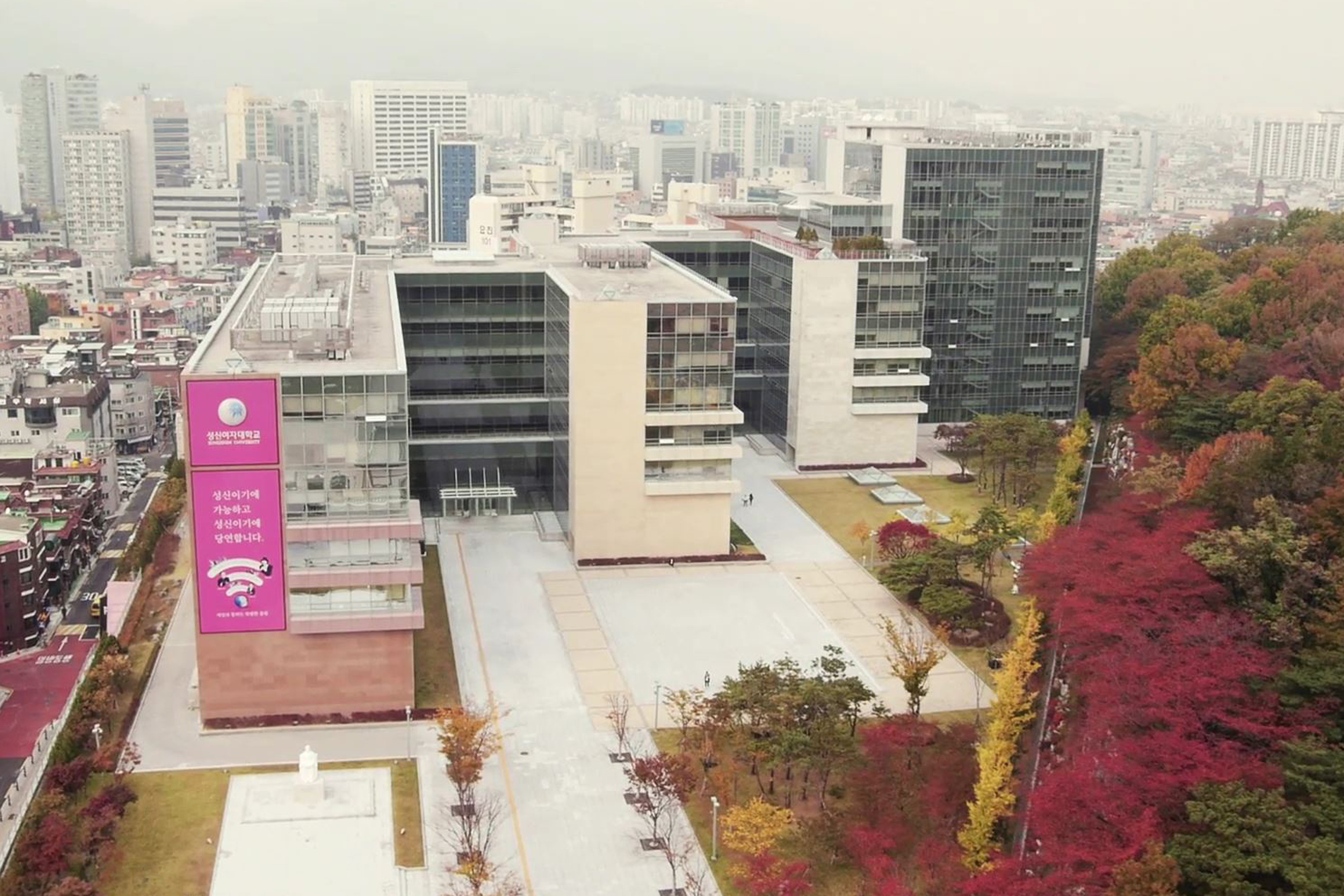

## 연구소
인문과학연구소
교육문제연구소
동아시아연구소
한국지리연구소
기초과학연구소
고전연구소
건강과학연구소
성신-임명섭 한국학연구소
공공역사연구소
나노바이오응용기술센터
디지털 모빌리티 & 로비틱스 연구소
융합보안공학연구소
글로벌사우스연구소